# Ribautiana foliosa
Ribautiana foliosa är en insektsart som först beskrevs av Knull 1945.  Ribautiana foliosa ingår i släktet Ribautiana och familjen dvärgstritar. Inga underarter finns listade i Catalogue of Life.